# 田畑真紀
田畑 真紀（たばた まき、1974年11月9日 - ）は、日本の女子スピードスケート選手及び同自転車競技選手。
北海道勇払郡むかわ町（旧・鵡川町）生まれ。駒澤大学附属苫小牧高等学校出身。同校スピードスケート部監督。富士急、ダイチを経て日本建物管財に所属。短距離から長距離までこなすオールラウンダー。

## 主な成績

### スピードスケート
- 冬季オリンピック出場5回。
  - 1994年リレハンメルオリンピック：1500m16位。
  - 2002年ソルトレークシティオリンピック：3000m6位入賞、5000m8位入賞、1500m9位、1000m失格。
  - 2006年トリノオリンピック：女子チームパシュート（団体追い抜き）4位入賞、3000m14位、1500m15位、1000m17位。
  - 2010年バンクーバーオリンピック:1500m19位、女子チームパシュートは小平奈緒、穂積雅子とともに日本女子スピードスケート史上初となる銀メダルを獲得。35歳でのメダル獲得は当時としては日本の冬季五輪最年長記録であった。[2]
  - 2014年ソチオリンピック:1500m25位。
  - 1998年長野オリンピックにも代表に選ばれていたが、直前に左足首を骨折し出場を辞退。
- 女子3000m・中総合得点・オールラウンド総合得点の現日本記録保持者。このうち1998年に記録した中総合（500m、1000m、1500m、3000m）得点162.731は、当時の世界記録だった。また富士急所属時代には、岡崎朋美らとともに2000mリレーでも日本新を樹立（現在も日本記録）した。
- 2005年のワールドカップソルトレイクシティ大会の1500mで約4年半ぶりに更新する1分54秒56の日本新記録をマーク。
- 全日本スピードスケート選手権大会では6連覇を含む通算8回総合優勝を達成した。

### 自転車競技
- 2010年5月、日本自転車競技連盟及びJKAが呼びかけた、女子トラックレース新規発掘プロジェクトの強化指定選手になったことを契機に、2012年ロンドンオリンピック出場を目標とすることを決意。同年10月、宮城県自転車競技場で行われた全日本自転車競技選手権大会において、3km個人追い抜きで優勝[3]、ポイントレースでは3位に入った。
- 2011年の全日本自転車競技選手権大会では、新種目の団体追抜において、加瀬加奈子、上野みなみとのトリオで優勝。
- 2012年
  - 第32回アジア自転車競技選手権大会
    - 3km個人追抜 優勝
    - 団体追抜（+ 加瀬加奈子、上野みなみ） 2位
    - ポイントレース 3位
    - スクラッチ 3位